# Neurulação

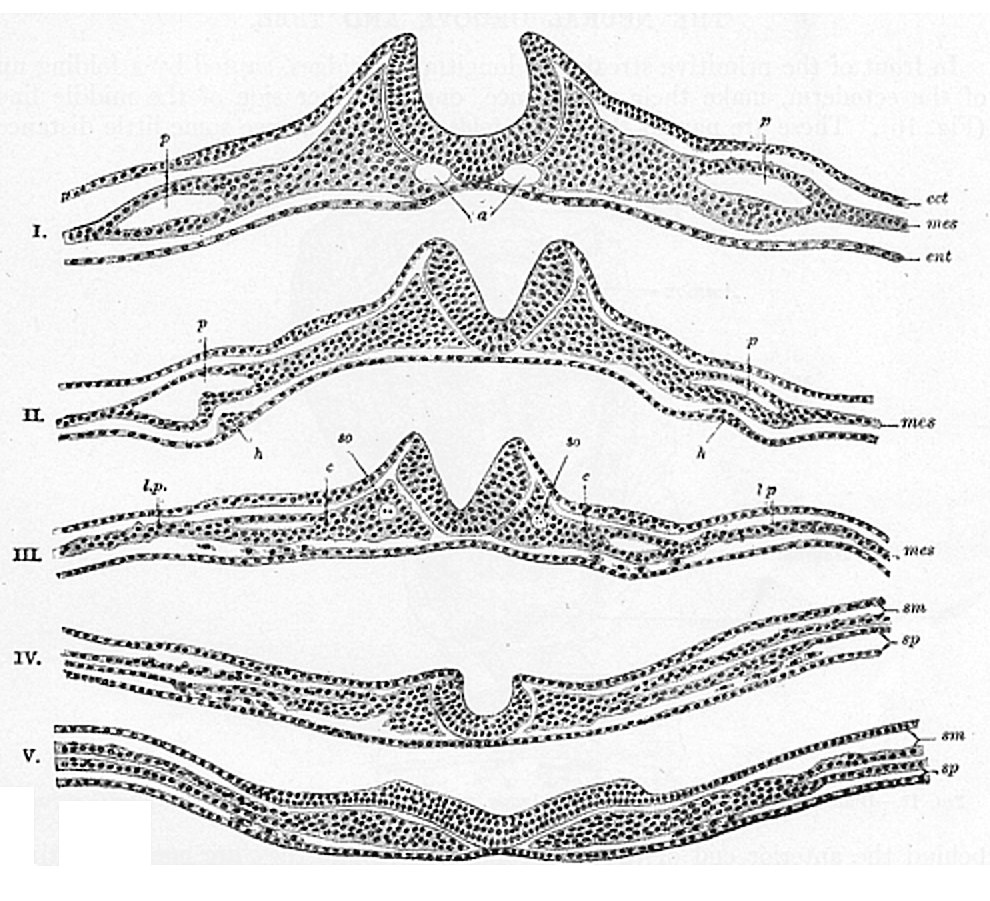
Secção transversal que mostra a progressão de uma placa neural para o sulco neural de baixo para cima.

A neurulação faz parte da organogênese nos embriões vertebrados e é o processo de formação do tubo
neural (TN), rudimento do Sistema Nervoso Central (SNC). Quando um embrião está em neurulação é chamado
de nêurula. Na formação da nêurula,
o ectoderma, situado ao longo da região dorsal do embrião, sofre uma
invaginação e origina a placa neural. Essa estrutura levará à formação do tubo
neural dorsal, que depois formará todo o sistema nervoso do animal. A formação
do tubo neural é o resultado da invaginação da ectoderme que se segue
à gastrulação. Este processo é induzido
por moléculas sinalizadoras produzida na notocorda e
na placa basal.
Existem dois caminhos para a formação do TN: neurulação primária e neurulação secundária. Em aves, anfíbios, mamíferos e na maior parte dos vertebrados, nas
porções anteriores do TN ocorre a neurulação primária, e no TN caudal ocorre
neurulação secundária. A neurulação em peixes é exclusivamente secundária.
No
final da neurulação primária, o ectoderma original acaba por formar três estruturas diferentes: o TN, que formará o cérebro e a medula espinhal; a
epiderme posicionada externamente; e as células da crista neural, que irão
formar os neurónios periféricos e a glia, os melanócitos e vários outros tipos
de células.
As
células ectodérmicas da linha média, por sinalização do mesoderma dorsal subjacente, tornam-se colunares, enquanto que as células destinadas a formar a epiderme se tornam mais achatadas. Esse alongamento das células ectodérmicas
dorsais, causa a elevação das regiões neurais acima da ectoderma circundante, formando assim a placa neural. As células da ectoderma circundante vão originar epiderme. 
A
seguir, as bordas da placa neural engrossam e movem-se para cima, como
consequência de forças intrínsecas e extrínsecas às suas células, formando as pregas neurais, enquanto a depressão na
região média, o sulco neural, em
forma de U, aparece no centro da placa, dividindo o embrião em lado direito e
esquerdo. Então, as pregas neurais deslocam-se em direção à linha média do
embrião, se fundindo e formando o TN. Assim, temos o TN completamente fechado,
abaixo do ectoderma sobreposto, e as células da porção mais dorsal se tornam as células da crista neural. A separação
entre o ectoderma e o TN é mediada pela expressão de diferentes moléculas de
adesão (inicialmente só se expressava E-caderina).
A
formação do TN não ocorre de maneira simultânea ao longo do ectoderma. Isso
pode ser melhor observado, por exemplo, em vertebrados onde o eixo corporal se
alonga antes da neurulação, e nestes casos, a neurulação está mais avançada na
região anterior do que na posterior (ainda em gastrulação).
As
duas extremidades abertas do TN são o neuróporo anterior e neuróporo posterior,
e até a fusão do TN ser completa, as extremidades cefálica e caudal do embrião
comunicam-se com a cavidade amniótica por meio dos neuróporos anterior e
posterior. 
O
fechamento do TN nas aves, inicia-se no mesencéfalo, fechando para frente e para
trás. Nos mamíferos, o fechamento do TN inicia-se em vários pontos do eixo
ântero-posterior e vários defeitos podem ocorrer devido ao não fechamento do
TN, como a espinha bífida (porção da medula espinhal  que permanece aberta) e anencefalia (defeito
letal; o cérebro fica em contato com o líquido amniótico e degenera). O sucesso
no fechamento do TN humano depende basicamente de fatores genéticos (pax3, shh, openbrain) e da
dieta (colesterol e ácido fólico). Essas anormalidades não são raras em
humanos, tendo uma prevalência de cerca de 1/500 nascimentos viáveis. 
A
seguir ao fechamento do TN vai ocorrer a diferenciação da medula espinhal e do
cérebro. 
A
neurulação secundária envolve a formação do TN a partir de um cordão sólido de
células inserido no embrião, ou cordão medular, que depois sofre subsequente
capitação ou esvaziamento interno.
A
regulação molecular da neurulação é controlada basicamente pelo fator de
crescimento FGF, pela proteína BMP e pelos genes chordin, noggin e follistatin.
- na neurulação primária a placa neural dobra-se para dentro até as pontes entrarem em contacto e se fundirem.
- na neurulação secundária o tubo forma-se ao escavar o interior de um antecessor sólido.

## Formação inicial do cérebro
A porção anterior do tubo neural forma as três partes principais do cérebro: o prosencéfalo (prosencéfalo), o mesencéfalo (mesencéfalo) e o rombencéfalo (rombencéfalo). Essas estruturas aparecem inicialmente logo após o fechamento do tubo neural como protuberâncias chamadas vesículas cerebrais em um padrão especificado por genes de padronização anterior-posterior, incluindo genes Hox, outros fatores de transcrição, como genes Emx, Otx e Pax, e fatores de sinalização secretados, como crescimento de fibroblastos fatores (FGFs) e Wnts.  Essas vesículas cerebrais se dividem em sub-regiões. O prosencéfalo dá origem ao telencéfalo e diencéfalo, e o rombencéfalo gera o metencéfalo e o mielencéfalo. O rombencéfalo, que é a parte evolutivamente mais antiga do cérebro cordado, também se divide em diferentes segmentos chamados rombômeros. Os rombômeros geram muitos dos circuitos neurais mais essenciais necessários à vida, incluindo aqueles que controlam a respiração e a frequência cardíaca, e produzem a maioria dos nervos cranianos.  As células da crista neural formam gânglios acima de cada rombômero. O tubo neural inicial é composto principalmente de neuroepitélio germinativo, mais tarde chamado de zona ventricular, que contém células-tronco neurais primárias chamadas células gliais radiais e serve como a principal fonte de neurônios produzidos durante o desenvolvimento do cérebro por meio do processo de neurogênese.  